# Фейс (рестлинг)

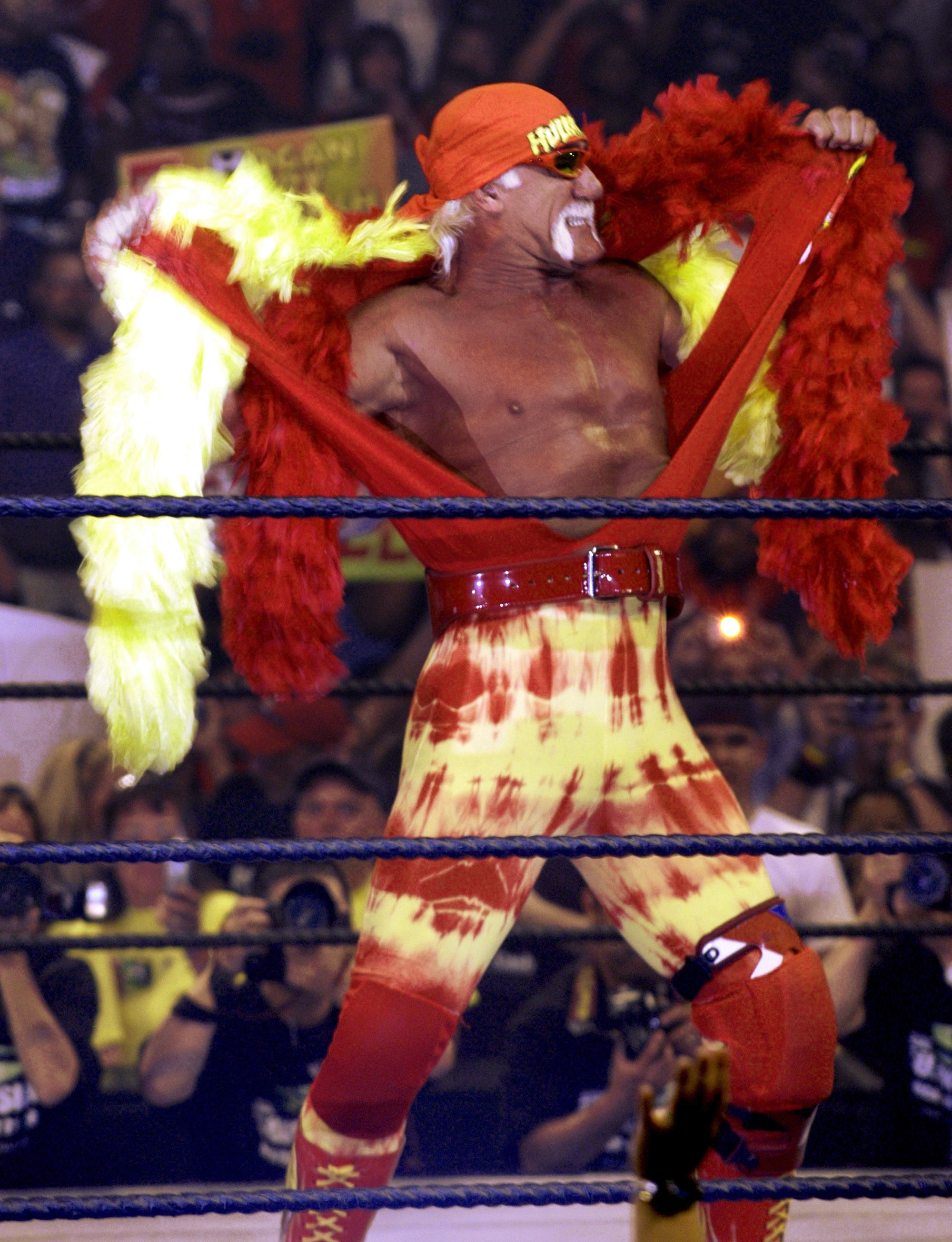
Халк Хоган стал одним из самых известных фейсов во время бума реслинга 1980-х годов

Фейс (англ. Face, или бе́йбифейс англ. Babyface) — положительный персонаж в рестлинге. Это героический «хороший парень» или любимый фанатами рестлер, продвигаемый рестлинг-промоушеном с целью, чтобы за него болели зрители, и выступающий в роли протагониста по отношению к «хилам», которые являются злодеями-антагонистами или «плохими парнями». Традиционно фейсы борются в рамках правил и избегают жульничества (в отличие от злодеев, которые используют запрещенные приемы и вызывают дополнительных рестлеров, чтобы те сделали за них работу), при этом ведут себя позитивно по отношению к рефери и зрителям. Таких персонажей также называют блю-ай в британском рестлинге и тэ́кникос в луча либре. Персонаж-фейс изображается как герой по сравнению с хилами, которые аналогичны злодеям. Не все, что делает рестлер-фейс, должно быть героическим: чтобы быть эффективным персонажем, фейсам достаточно, чтобы зрители хлопали или подбадривали их. Когда журнал Pro Wrestling Illustrated вышел в тираж в конце 1970-х годов, журнал называл фейсов «любимцами фанатов», а хилов называли просто «нарушителями правил».
В подавляющем большинстве сюжетных линий рестлинга фейс противостоит хилу, хотя часто случаются и более изощренные сюжеты (например, когда двумя фейсами манипулирует недоброжелательная внешняя сторона, чтобы заставить их драться). В мире луча либре большинство текникос обычно известны тем, что используют приемы, требующие технического мастерства, особенно воздушные манёвры, и носят наряды ярких цветов с положительными ассоциациями (например, полностью белые). Это контрастирует с большинством рудос (хилы), которые, как правило, известны использованием приемов, подчеркивающие грубую силу или размер, и часто носящие наряды, напоминающие демонов или других неприятных персонажей.

## История
Традиционные фейсы — классические персонажи «хорошего парня», которые редко нарушают правила, следуют указаниям авторитетных людей, например, рефери, вежливы и хорошо воспитаны по отношению к болельщикам и часто преодолевают нарушения правил со стороны своих оппонентов-хилов, одерживая чистые победы в матчах. Хотя многие современные фейсы по-прежнему соответствуют этой модели, сейчас распространены и другие версии персонажей-фейсов. Хорошим примером может служить Стив Остин, который, несмотря на то, что в начале своей карьеры выступал в роли хила, стал восприниматься скорее как антигерой из-за своей популярности у фанатов. Хотя Остин явно не выступал за соблюдение правил и подчинение авторитетам, он все равно считался фейсом во многих своих поединках, например, в соперничестве с владельцем World Wrestling Federation (WWF, позже WWE) Мистером Макмэном.
В 1980-е гг. после возврата Хогана в WWF и роста его популярности его ребрендинг помог расширить категорию "фейс", включив в нее все типы рестлеров.
В 1990-х годах с появлением Extreme Championship Wrestling (ECW), началом в World Championship Wrestling (WCW) сюжетной линии «Нового мирового порядка» и Attitude Era в WWF образ фейсов рестлеров изменился. В это время такие рестлеры, как Стив Остин и Стинг, использовали тактику, традиционно ассоциирующуюся с хилами, но оставались популярными среди фанатов. Рестлинг только что вышел из громкого стероидного скандала и столкнулся с низкими рейтингами по сравнению с 1980-ми годами, и в результате превратился в более современный, более взрослый продукт. В эту новую эру рестлинга стандартный фейс стал более сквернословящим, жестоким и неуправляемым.
В отличие от нового типа фейсов, Курт Энгл был представлен в WWF в образе американского героя, основанном на его золотой медали на летних Олимпийских играх 1996 года. Энгл представлял себя как образец для подражания и подчеркивал необходимость упорно трудиться для осуществления своей мечты. Хотя такая личность кажется подходящей для рестлера-фейса, персонаж Энгла был высокомерным и постоянно напоминал людям о своей олимпийской славе, ведя себя так, словно считал себя лучше фанатов. Персонаж Энгла служил метареференцией к тому, как изменился рестлинг. Хотя его персонаж был задуман как хил и вел себя соответствующим образом, некоторые комментаторы предположили, что если бы Энгл попытался стать фейсом, используя более героическую версию того же персонажа, он бы потерпел неудачу.